# Lagen om allmänna helgdagar
Lagen om allmänna helgdagar (1989:253) är den lag som i Sverige reglerar vilka helgdagar som landet har, när de infaller, samt vilka regler som gäller för om dessa helgdagar infaller på vardagar. Lagen utfärdades 18 maj 1989 och uppdaterades år 2004.
Lagen om allmänna helgdagar ersatte 1 januari 1990 den tidigare Förordningen den 4 november 1772 angående sabbatens firande samt vissa helgdagars flyttning eller indragning som då upphävdes.